# UCI WorldTour 2012
El UCI WorldTour 2012 fue la segunda edición de la competición ciclista llamada UCI WorldTour.
La carrera del E3 Prijs Vlaanderen-Harelbeke fue añadida al calendario, lo que hizo que la competición de máxima categoría tuviera 28 carreras, igualando el récord de carreras puntuables de la primera edición del UCI ProTour en el 2005. Además, a mediados de la temporada se añadió la nueva carrera del Tour de Hangzhou y se decidió que puntuase la Contrarreloj por equipos del Campeonato Mundial de Ciclismo en Ruta con lo que se superó dicha cifra siendo la temporada con más carreras en el calendario de la máxima categoría aunque finalmente el Tour de Hangzhou se suspendió.

## Equipos (18)
Véase UCI ProTeam
Estos equipos tuvieron la participación asegurada y obligada en las 30 carreras del UCI WorldTour. Para serlo se siguió el mismo criterio que la pasada edición, es decir, los 15 primeros de un ranking deportivo de "méritos" y otros 3 invitados del puesto 16º al 20º de dicho ranking, con preferencia para los que ya tuviesen la licencia renovada para dicha temporada. De los 21 equipos que pidieron la licencia en primera instancia quedó descartado el Project 1t4i (antiguo Skill Shimano) coincidiendo así con los 20 primeros de las estimaciones de puntos del ranking de méritos. Finalmente, los 3 invitados fueron el Ag2r La Mondiale, FDJ y Euskaltel-Euskadi clasificados respectivamente en los puestos 16º, 18º y 19º de dicho ranking (Ag2r La Mondiale y Euskaltel-Euskadi tenían preferencia al tener licencia UCI ProTeam).
Respecto a los equipos de la pasada temporada entraron el equipo creado en esa misma temporada GreenEDGE Cycling Team y el ascendido FDJ (que posteriormente se renombró por FDJ-Big Mat) y salieron los equipos desaparecidos Team RadioShack y HTC-Highroad. Siendo estos los equipos UCI ProTeam 2012:
| Código UCI | Equipo                           |
| ---------- | -------------------------------- |
| ALM        | Ag2r La Mondiale                 |
| AST        | Astana Pro Team                  |
| BMC        | BMC Racing Team                  |
| EUS        | Euskaltel-Euskadi                |
| FDJ        | FDJ-Big Mat                      |
| GEC        | GreenEDGE Cycling Team           |
| KAT        | Katusha Team                     |
| LAM        | Lampre-ISD                       |
| LIQ        | Liquigas-Cannondale              |
| LTB        | Lotto Belisol Team               |
| MOV        | Movistar Team                    |
| OPQ        | Omega Pharma-QuickStep           |
| RAB        | Rabobank Cycling Team            |
| RNT        | RadioShack-Nissan                |
| SKY        | Sky Procycling                   |
| GRM        | Team Garmin-Barracuda            |
| SAX        | Team Saxo Bank                   |
| VCD        | Vacansoleil-DCM Pro Cycling Team |

Además, como viene siendo habitual, también participaron selecciones nacionales (con corredores de equipos de los Circuitos Continentales UCI) en las carreras de países con poca tradición ciclista que fueron el Tour Down Under (selección llamada UniSA-Australia), el Tour de Polonia (selección llamada Reprezentacja Polski) y el Gran Premio de Quebec (Equipe Canada) que sólo tuvieron un permiso especial para correr en esas carreras en concreto; esas participaciones se produjeron sin que los corredores de dichas selecciones puedan aspirar a obtener puntuación (ni esa selección ni el equipo oficial del corredor). Por otra parte también participaron equipos de categoría Continental en la Contrarreloj por equipos del Campeonato Mundial de Ciclismo en Ruta. Esas carreras con esas invitaciones especiales fueron las únicas excepciones en las que se permitió correr a corredores sin pasaporte biológico ya que alguno de los corredores no estuvieron en equipos adheridos a dicho pasaporte.
También pudieron participar mediante invitación equipos de categoría Profesional Continental (segunda categoría) aunque sin poder puntuar. El equipo de esta categoría que corrió más carreras del UCI WorldTour 2012 fue el Team Argos-Shimano con 19.

### Movimientos en busca de puntos
La gran diferencia respecto a la pasada edición fue que los equipos ya supieron el criterio para ser equipo ProTour con suficiente antelación como para hacer los movimientos de fichajes que les pudiesen aupar a la máxima categoría (los puntos se los llevan los corredores al equipo por el que fiche). Además, a pesar de solo hacerse público las ideas generales de dicho "ranking de méritos", a lo largo de la temporada salieron varias listas no oficiales con la supuesta puntuación de cada equipo, lo que hicieron aumentar esos movimientos en busca de corredores con puntos.
En busca de esos puntos destacaron los fichajes de Giovanni Visconti (1ª en el UCI Europe Tour del 2010-2011 y 2009-2010) por el Movistar; Daniel Teklehaymanot (2º en el UCI Africa Tour 2010-2011) por el GreenEDGE; Mehdi Sohrabi (1ª en el UCI Asia Tour 2009-2010 y UCI Asia Tour 2010-2011) por el Lotto Belisol; Amir Zargari (3º en el UCI Asia Tour 2010-2011 y 6ª en el UCI Asia Tour 2009-2010); Boris Shpilevsky (5ª en el UCI Asia Tour 2009-2010 y en el UCI Asia Tour 2010-2011) y Gregor Gazvoda (6ª en el UCI Asia Tour 2010-2011) por el Ag2r La Mondiale; y la no retirada de Alexandre Vinokourov (11º en el UCI World Ranking 2010 y 16º en el UCI World Tour 2011) corredor del Astana.

## Carreras (29)
| Fecha                        | Carrera | Vencedor               | Equipo del vencedor     |
| ---------------------------- | --- | ---------------------- | ----------------------- |
| 17-22 de enero               | Tour Down Under | Simon Gerrans          | GreenEDGE               |
| 4-11 de marzo                | París-Niza | Bradley Wiggins        | Sky                     |
| 7-13 de marzo                | Tirreno-Adriático | Vincenzo Nibali        | Liquigas                |
| 17 de marzo                  | Milán-San Remo | Simon Gerrans          | GreenEDGE               |
| 19-25 de marzo               | Volta a Cataluña | Michael Albasini       | GreenEDGE               |
| 23 de marzo                  | E3 Prijs Vlaanderen-Harelbeke | Tom Boonen             | Omega Pharma-Quick Step |
| 25 de marzo                  | Gante-Wevelgem | Tom Boonen             | Omega Pharma-Quick Step |
| 1 de abril                   | Tour de Flandes | Tom Boonen             | Omega Pharma-QuickStep  |
| 2-7 de abril                 | Vuelta al País Vasco | Samuel Sánchez         | Euskaltel-Euskadi       |
| 8 de abril                   | París-Roubaix | Tom Boonen             | Omega Pharma-Quick Step |
| 15 de abril                  | Amstel Gold Race | Enrico Gasparotto      | Astana                  |
| 18 de abril                  | Flecha Valona | Joaquim Rodríguez      | Katusha                 |
| 22 de abril                  | Lieja-Bastoña-Lieja | Maxim Iglinskiy        | Astana                  |
| 24 de abril-29 de abril      | Tour de Romandía | Bradley Wiggins        | Sky                     |
| 5-27 de mayo                 | Giro de Italia | Ryder Hesjedal         | Garmin-Barracuda        |
| 5-10 de junio                | Critérium del Dauphiné | Bradley Wiggins        | Sky                     |
| 11-17 de junio               | Vuelta a Suiza | Rui Costa              | Movistar                |
| 2-22 de julio                | Tour de Francia | Bradley Wiggins        | Sky                     |
| 10 de julio-16 de julio      | Tour de Polonia | Moreno Moser           | Liquigas-Cannondale     |
| 6-12 de agosto               | Eneco Tour | Lars Boom              | Rabobank                |
| 14 de agosto                 | Clásica de San Sebastián | Luis León Sánchez      | Rabobank                |
| 19 de agosto                 | Vattenfall Cyclassics | Arnaud Démare          | FDJ-Big Mat             |
| 18 de agosto-9 de septiembre | Vuelta a España | Alberto Contador       | Saxo Bank-Tinkoff Bank  |
| 26 de agosto                 | Gran Premio de Plouay | Edvald Boasson Hagen   | Sky                     |
| 7 de septiembre              | Gran Premio de Quebec | Simon Gerrans          | Orica-GreenEDGE         |
| 9 de septiembre              | Gran Premio de Montreal | Lars Petter Nordhaug   | Sky                     |
| 16 de septiembre             | Contrarreloj por equipos del Campeonato Mundial de Ciclismo en Ruta | Omega Pharma-QuickStep | Omega Pharma-QuickStep  |
| 29 de septiembre             | Giro de Lombardía | Joaquim Rodríguez      | Katusha                 |
| 10-14 de octubre             | Tour de Pekín | Tony Martin            | Omega Pharma-Quick Step |
| 17-21 de octubre             | Tour de Hangzhou El Tour de Hangzhou no se disputó, debido a que no se pudo pudo garantizar que la carrera tuviese las condiciones necesarias para ser una carrera del WorldTour, con lo que finalmente fueron 29 las carreras puntuables: El Tour de Hangzhou no se disputará en 2012. | ----------             | ----------              |

1. ↑  La contrarreloj por equipos del Mundial es un caso especial ya que no está integrado en el calendario UCI WorldTour pero si puntúa para la clasificación por equipos de dicho calendario mundial de máxima categoría.

## Clasificaciones finales
Nota: ver Baremos de puntuación

### Clasificación individual
Estas son las clasificaciones finales:
| Posición | Corredor           | Equipo                 | Puntos |
| -------- | ------------------ | ---------------------- | ------ |
| 1        | Joaquim Rodríguez  | Katusha                | 692    |
| 2        | Bradley Wiggins    | Sky                    | 601    |
| 3        | Tom Boonen         | Omega Pharma-QuickStep | 410    |
| 4        | Vincenzo Nibali    | Liquigas-Cannondale    | 400    |
| 5        | Alejandro Valverde | Movistar               | 394    |
| 6        | Simon Gerrans      | Orica-GreenEDGE        | 390    |
| 7        | Chris Froome       | Sky                    | 376    |
| 8        | Peter Sagan        | Liquigas-Cannondale    | 351    |
| 9        | Samuel Sánchez     | Euskaltel-Euskadi      | 332    |
| 10       | Rui Costa          | Movistar               | 320    |

| 11 | Edvald Boasson Hagen  | Sky           | 317 |
| 12 | Alberto Contador      | Saxo Bank     | 290 |
| 13 | Ryder Hesjedal        | Garmin-Sharp  | 241 |
| 14 | Jurgen van den Broeck | Lotto Belisol | 237 |
| 15 | Rigoberto Urán        | Sky           | 199 |
| 16 | Daniel Martin         | Garmin-Sharp  | 196 |
| 17 | Michael Rogers        | Sky           | 194 |
| 18 | Bauke Mollema         | Rabobank      | 194 |
| 19 | Sergio Henao          | Sky           | 194 |
| 20 | Roman Kreuziger       | Astana        | 189 |

- Total de corredores con puntuación: 248
- Desglose de puntos por corredor: Detalle de puntos ganados (enlace roto disponible en Internet Archive; véase el historial, la primera versión y la última).

### Clasificación por países
La clasificación por países se calcula sumando los puntos de los cinco mejores corredores de cada país. Los países con el mismo número de puntos se clasifican de acuerdo a su corredor mejor clasificado.
| Posición | País        | Puntos | Top 5 corredores                                                                      |
| -------- | ----------- | ------ | ------------------------------------------------------------------------------------- |
| 1        | España      | 1.889  | Rodríguez (692), Valverde (394), S. Sánchez (332), Contador (290), Freire (181)       |
| 2        | Reino Unido | 1.163  | Wiggins (601), Froome (376), Cavendish (128), Swift (36), Thomas (22)                 |
| 3        | Italia      | 1.115  | Nibali (400), Cunego (184), Scarponi (184), Moser (175), Ballan (172)                 |
| 4        | Bélgica     | 1.014  | Boonen (410), Van den Broeck (237), De Gendt (134), Van Avermaet (121), Gilbert (112) |
| 5        | Australia   | 962    | Gerrans (390), Rogers (194), Evans (182), Goss (114), Porte (82)                      |

- Total de países con puntuación: 35

### Clasificación por equipos
La clasificación por equipos se calcula sumando los puntos de los cinco mejores corredores de cada equipo. Los equipos con el mismo número de puntos se clasifican de acuerdo a su corredor mejor clasificado.
| Posición | Equipo                 | Puntos | Top 5 corredores |
| -------- | ---------------------- | ------ | --- |
| 1        | Sky                    | 1.767  | Wiggins (601), Froome (376), Boasson Hagen (317), Urán (199), Rogers (194), CRE Campeonato Mundial de Ciclismo (80)       |
| 2        | Katusha                | 1.273  | Rodríguez (692), Freire (181), Kolobnev (110), Daniel Moreno (104), CRE Campeonato Mundial de Ciclismo (100), Špilak (86) |
| 3        | Liquigas-Cannondale    | 1.197  | Nibali (400), Sagan (351), Moser (175), CRE Campeonato Mundial de Ciclismo (130), Basso (88), Capecchi (53)               |
| 4        | Omega Pharma-QuickStep | 1.162  | Boonen (410), CRE Campeonato Mundial de Ciclismo (200), Martin (171), Terpstra (160), Chavanel (113), Kwiatkowski (108)   |
| 5        | Movistar               | 952    | Valverde (394), R.Costa (320), CRE Campeonato Mundial de Ciclismo (110), Intxausti (47), Kiryienka (41), Castroviejo (40) |

- Total de equipos con puntuación: 18 (todos).

## Progreso de las clasificaciones
| Carrera (Vencedor)                                                                           | Clasificación individual | Clasificación por equipos | Clasificación por países |
| -------------------------------------------------------------------------------------------- | ------------------------ | ------------------------- | ------------------------ |
| Tour Down Under (Simon Gerrans)                                                              | Simon Gerrans            | RadioShack-Nissan         | Australia                |
| París-Niza (Bradley Wiggins)                                                                 | Alejandro Valverde       | RadioShack-Nissan         | España                   |
| Tirreno-Adriático (Vincenzo Nibali)                                                          |                          | RadioShack-Nissan         | España                   |
| Milán-San Remo (Simon Gerrans)                                                               | Simon Gerrans            | RadioShack-Nissan         | Italia                   |
| E3 Prijs Vlaanderen-Harelbeke (Tom Boonen)                                                   | GreenEDGE                | España                    |                          |
| Volta a Cataluña (Michael Albasini)                                                          | GreenEDGE                | España                    |                          |
| Gante-Wevelgem (Tom Boonen)                                                                  | Sky                      | España                    |                          |
| Tour de Flandes (Tom Boonen)                                                                 | Tom Boonen               | Liquigas-Cannondale       | Bélgica                  |
| Vuelta al País Vasco (Samuel Sánchez)                                                        | Omega Pharma-QuickStep   | España                    |                          |
| París-Roubaix (Tom Boonen)                                                                   | Omega Pharma-QuickStep   | España                    |                          |
| Amstel Gold Race (Enrico Gasparotto)                                                         | Omega Pharma-QuickStep   | España                    |                          |
| Flecha Valona (Joaquim Rodríguez)                                                            | Omega Pharma-QuickStep   | España                    |                          |
| Lieja-Bastoña-Lieja (Maxim Iglinskiy)                                                        | Omega Pharma-QuickStep   | España                    |                          |
| Tour de Romandía (Bradley Wiggins)                                                           | Omega Pharma-QuickStep   | España                    |                          |
| Giro de Italia (Ryder Hesjedal)                                                              | Joaquim Rodríguez        | España                    | Katusha                  |
| Critérium del Dauphiné (Bradley Wiggins)                                                     | Sky                      | España                    |                          |
| Vuelta a Suiza (Rui Costa)                                                                   | Sky                      | España                    |                          |
| Tour de Polonia (Moreno Moser)                                                               | Sky                      | España                    |                          |
| Tour de Francia (Bradley Wiggins)                                                            | Sky                      | España                    | Bradley Wiggins          |
| Eneco Tour (Lars Boom)                                                                       | Sky                      | España                    |                          |
| Clásica de San Sebastián (Luis León Sánchez)                                                 | Sky                      | España                    |                          |
| Vattenfall Cyclassics (Arnaud Démare)                                                        | Sky                      | España                    |                          |
| Gran Premio de Plouay (Edvald Boasson Hagen)                                                 | Sky                      | España                    |                          |
| Gran Premio de Quebec (Simon Gerrans)                                                        | Sky                      | España                    |                          |
| Vuelta a España (Alberto Contador)                                                           | Sky                      | España                    |                          |
| Gran Premio de Montreal (Lars Petter Nordhaug)                                               | Sky                      | España                    |                          |
| Contrarreloj por equipos del Campeonato Mundial de Ciclismo en Ruta (Omega Pharma-QuickStep) | Sky                      | España                    |                          |
| Giro de Lombardía (Joaquim Rodríguez)                                                        | Sky                      | España                    | Joaquim Rodríguez        |
| Tour de Pekín (Tony Martin)                                                                  | Sky                      | España                    |                          |
| Final                                                                                        | Joaquim Rodríguez        | Sky                       | España                   |